# Quartinia interrupta
Quartinia interrupta är en stekelart som beskrevs av Turner 1939. Quartinia interrupta ingår i släktet Quartinia och familjen Masaridae. Inga underarter finns listade i Catalogue of Life.